# Neena Varakil
Neena Varakil (née le 2 mai 1991 à Meppayur, district de Kozhikode) est une athlète indienne, spécialiste du saut en longueur.

Le 11 juillet 2016, elle saute 6,66 m à Bangalore, record personnel. En 2017, elle remporte la médaille d'argent lors des Championnats d'Asie à Bhubaneswar avec la même marque que la championne en titre, Bùi Thị Thu Thảo, 6,54 m. Elle est de nouveau battue par la Vietnamienne lors des Jeux asiatiques de 2018, avec cette fois un écart de 4 cm.